# Palazzo dei Capitani (Malcesine)

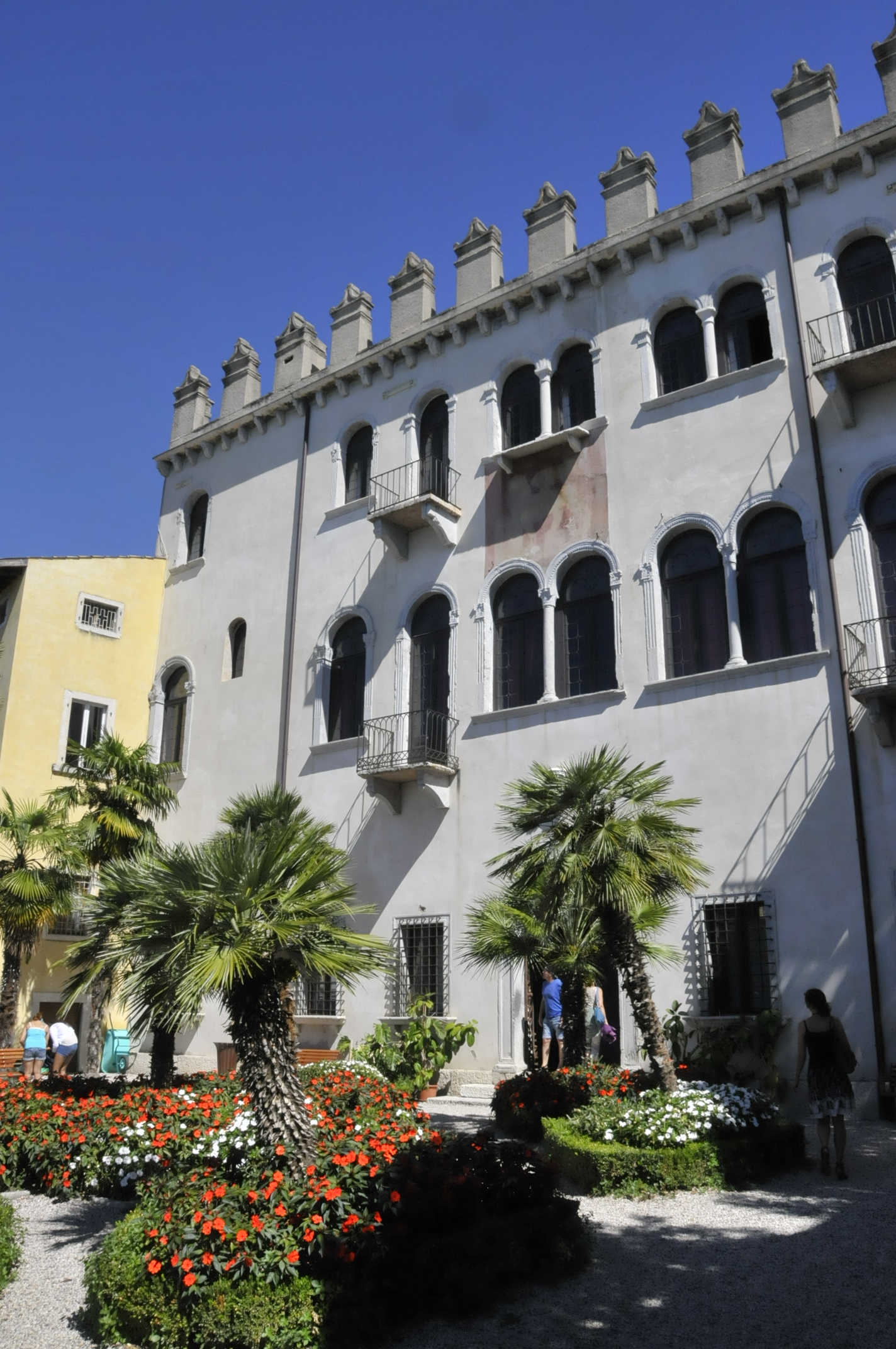
Malcesine: il Palazzo dei Capitani

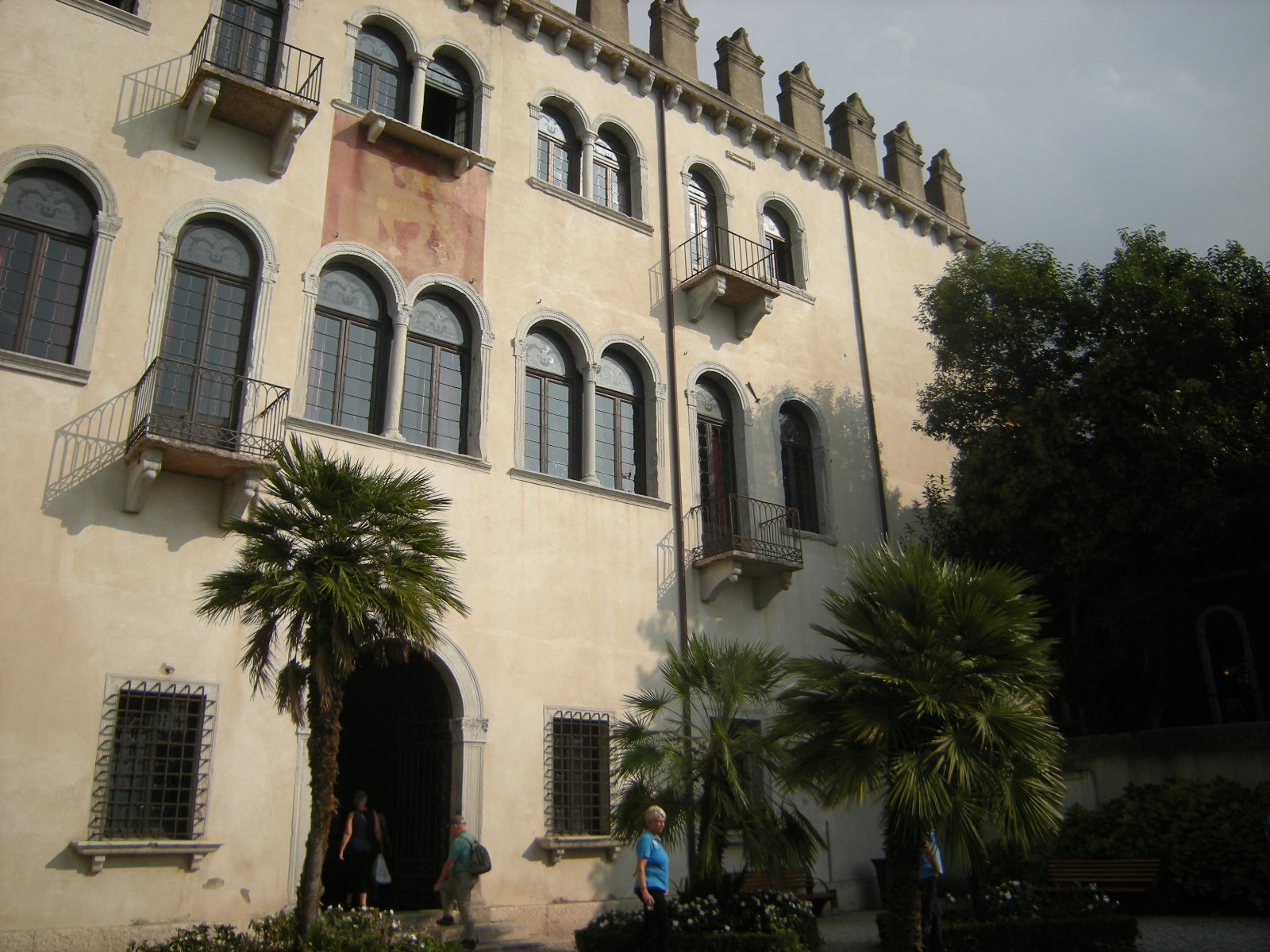
La facciata del palazzo

Il palazzo dei Capitani del Lago o semplicemente palazzo dei Capitani è uno storico edificio di Malcesine (località della sponda nord-orientale del lago di Garda, in provincia di Verona), eretto tra il XIII e il XIV secolo dagli Scaligeri e rifatto in stile gotico veneziano nel XV secolo. Antica sede dei governatori scaligeri e in seguito del Capitano del Lago, è stato dichiarato monumento nazionale.
Ora ospita uffici del comune di Malcesine.

## Descrizione
La facciata del palazzo, rivolta verso il lago, è in stile veneziano.
Al piano terra si trova un ampio salone, il cui soffitto è decorato con affreschi che raffigurano gli emblemi della Gardesana dell'Acqua (il castello di Malcesine e il leone di San Marco), lo stemma di Verona e lo stemma del Capitano del Lago Lodovico Giusti. Tra gli affreschi a pian terreno, troviamo gli stemmi della famiglia Miniscalchi (proprietaria del palazzo dal 1473) - tronco ardente in campo argento - e anche quello della potente signoria trentina dei Lodron - campo rosso e leopardo illeonito d'argento: questo perché Ginevra Lodron sposò Alessandro Miniscalchi nel 1488.
Nel primo piano del palazzo, il piano nobile, si trovano quelle che erano un tempo le stanze di rappresentanza. Il primo piano è decorato con sculture raffiguranti foglie e fiori e presenta un cornicione decorato con putti, maniscalchi, uccelli e cavallucci marini. Sopra la porta d'ingresso si trovano due scritte in latino: quella sopra l'architrave dice Stat sine morte decus ("La magnificenza non manca mai"), mentre quella sopra l'arco dice "La città  di Verona nel 1618 comprò ed assegnò questo palazzo ai Capitani del lago Benaco".
Al secondo piano si trovavano invece le stanze destinata alla servitù e la stanza del cappellano.
Il palazzo è circondato da un giardino con palme che si affaccia sul lago. Questa parte del palazzo serviva come punto di attracco per le barche del capitano del Lago.
|  |

## Storia
È un palazzo del XIII secolo, costruito però su resti romani e poi romanici, utilizzato dagli Scaligeri come una delle loro residenze sul lago
Divenne quindi di proprietà del veronese Francesco Mercanti  e quindi ereditato dai figli di quest'ultimo, che a loro volta, il 18 dicembre 1473, lo cedettero ad Alessandro Miniscalchi.
Nel frattempo il palazzo aveva già assunto l'aspetto attuale, in stile gotico veneziano, come risulta da atti di vendita del 1477.
Nel 1618, su invito della Serenissima, il palazzo fu acquistato dalla città di Verona per la somma di 4000 ducati con lo scopo di essere adibito a residenza del Capitano del Lago.
Il palazzo, che nel frattempo era stato sottoposto a vari lavori di restauro, rimase in gestione del comune di Verona fino al 20 marzo 1854, quando fu dato in affitto al comune di Malcesine. Lo stesso comune di Malcesine ne divenne poi il definitivo proprietario nel 1897.
Nel 1902, il Palazzo dei Capitani fu dichiarato monumento nazionale.